# 영천시의 시내버스
영천시의 시내버스는 영천시를 주관으로 담당하는 시내버스이다. 영천시 소재 시내버스 업체는 영천교통과 영천여객이 있다.

## 운임
아래 표는 2024년 12월 14일 현재 시행 중인 요금표다. 2019년 8월 20일부터 대구 및 경산의 요금 체계로 편입되면서 시계외요금을 폐지했다.
대구광역시를 오가는 노선인 55번·555번에서 우선 대경교통카드를 적용하다가, 2011년 3월 1일부터 모든 노선에 대경교통카드를 확대하여 교통카드제를 정식으로 시행했다. 탑패스는 2013년 6월부터, 레일플러스는 2015년 2월부터, 캐시비는 2015년 3월부터 사용할 수 있게 되었으며, 탑패스의 후속인 원패스 또한 2014년부터 이용하고 있다. 2015년 말에는 티머니 사용도 가능하며, 한페이도 호환된다. 교통카드 이용시 하차 후 30분 내 환승시 1회 무료 환승 혜택이 있다. 단, 운행 경로가 동일한 55·555번끼리는 환승되지 않는다. 인근 도시와 달리 환승하지 않을 시에도 반드시 하차시 하차 태그를 해야 하며, 그렇지 않을 경우 수도권 통합요금제와 같이 다음 승차시 불이익이 있다. 청통면·신령면 구간에서 운행하는 경산시 소속 와촌1번 버스에는 시계외요금이 있었다. 대구에서 영천 시내까지는 시계외를 넘어도 성인 기준으로 시계외요금이 붙지 않으나, 청소년과 어린이는 영천과 대구를 오고 갈 때 아주 약간 시계외요금이 붙었다. 시계외요금이 적용되는 시점은 금호행 808번의 종점인 금호읍 냉천리의 금호초등학교 정류장이며, 차내에서 요금이 바뀐다고 안내했다.
| 종류 | 나이                    | 카드 (원) | 현금 (원) |
| ---- | ----------------------- | --------- | --------- |
| 일반 | 어른 (만 19세 이상)     | 1,500     | 1,700     |
| 일반 | 청소년 (만 13세 ~ 18세) | 850       | 1,000     |
| 일반 | 어린이 (만 7세 ~ 12세)  | 400       | 500       |

어린이와 청소년이 대구에서 탑승할 경우 대구의 요금을 적용했고, 냉천리 금호초등학교 종점을 넘어간 후 영천 구간에서 하차 태그를 했을 때 상기 요금에 맞춰서 차액을 추가로 정산하는 방식이었다.
2019년 8월 20일(시범운영은 8월 13일 개시)부터 대구 도시철도와 대구광역시의 시내버스, 경산시의 시내버스로 환승 시 환승 할인이 적용된다. 이에 따라 대구 및 경산의 대중교통 요금 체계에 편입 및 통합됐으며, 하양-와촌1번의 청통/신녕 시계외요금은 완전히 폐지됐다. 시내버스 교통카드 단말기도 대구광역시에서 2019년에 새로 도입한 세로배치형으로 전면 교체했다.

## 버스 노선
영천 시내버스는 보조 행선판을 이용해 가지노선을 두는 대신, 모든 행선 방면에 번호를 부여하여 운행한다. 이는 고정 노선인 1, 2, 55, 555번을 제외하고 매회 운행 전 노선번호 수정이 가능한 실내·외 LED 행선판을 이용하기 때문이다. 하지만 대구로 가는 55번·555번 및 시내순환 2번은 국내의 포털 사이트에서 노선을 안내하지 않고 있다가 2015년이 되어서야 올라왔으며, 영천 시내에는 버스 운행 정보 시스템(BIS)이 설치되어 있지 않아 도착 현황을 안내하고 있지 않다.
시내순환버스는 단방향으로만 운행한다.

### 시내구간순환버스
| 노선 번호 | 운행구간                    | 운행구간 | 운행구간                    | 경유지                                                             | 운행 횟수 | 비고                              |
| --------- | --------------------------- | -------- | --------------------------- | ------------------------------------------------------------------ | --------- | --------------------------------- |
| 1         | 영천터미널(앞)              | →        | 영천터미널(앞)              | 영천역, 영천시청, 영천고교, 망정동창신아파트, 영동고교, 서문육거리 | 83회      | 일부시간 대동다숲 행              |
| 2         | 오수동차고지 (영천영대병원) | →        | 오수동차고지 (영천영대병원) | 영동고교, 영천고교, 영천역, 영천터미널(건너), 북영천역             | 67회      | 일부시간 시민운동장 또는 쌍계동행 |

### 대구광역시방면
| 노선 번호  | 운행구간            | 운행구간 | 운행구간   | 경유지 | 운행 횟수 | 비고                                           |
| ---------- | ------------------- | -------- | ---------- | --- | --------- | ---------------------------------------------- |
| 55 시내    | 망정동 (창신아파트) | ↔        | 동부정류장 | 영천고교, 영천터미널, 서문육거리, 오수동차고지, 영천경찰서, 금호초교종점(교대리), 금호읍사무소, 금호중학교, 용천리CNG충전소, 부림요양병원, 동서리종점, 하양역, 하양정류장, 대구가톨릭대학교, 경일대학교, 청천역, 안심역, 신서네거리, 용계역, 망우당공원, 효목네거리, 구 약사회관뒷길 | 50회      | 좌석버스 555번과 교차 운행하는 방식으로 운행   |
| 555 좌석   | 망정동 (창신아파트) | ↔        | 동부정류장 | 영천고교, 영천터미널, 서문육거리, 오수동차고지, 영천경찰서, 금호초교종점(교대리), 금호읍사무소, 금호중학교, 용천리CNG충전소, 부림요양병원, 동서리종점, 하양역, 하양정류장, 대구가톨릭대학교, 경일대학교, 청천역, 안심역, 신서네거리, 용계역, 망우당공원, 효목네거리, 구 약사회관뒷길 | 26회      | 시내버스 55번과 교차 운행하는 방식으로 운행    |
| 55-1 시내  | 망정동 (창신아파트) | ↔        | 경일대학교 | 영천고교, 영천터미널, 서문육거리, 오수동차고지, 영천경찰서, 금호초교종점(교대리), 금호읍사무소, 금호중학교, 용천리CNG충전소, 부림요양병원, 동서리종점, 하양역, 하양정류장, 대구가톨릭대학교                                                                                          | 6회       | 좌석버스 555-1번과 교차 운행하는 방식으로 운행 |
| 555-1 좌석 | 망정동 (창신아파트) | ↔        | 경일대학교 | 영천고교, 영천터미널, 서문육거리, 오수동차고지, 영천경찰서, 금호초교종점(교대리), 금호읍사무소, 금호중학교, 용천리CNG충전소, 부림요양병원, 동서리종점, 하양역, 하양정류장, 대구가톨릭대학교                                                                                          | 7회       | 시내버스 55-1번과 교차 운행하는 방식으로 운행  |

### 금호 · 대창 방면
| 노선 번호 | 운행구간   | 운행구간 | 운행구간   | 경유지                                                 | 운행 횟수 | 비고 |
| --------- | ---------- | -------- | ---------- | ------------------------------------------------------ | --------- | ---- |
| 111       | 영천터미널 | ↔        | 수암예식장 | 서문통, 도동, 도남                                     | 2회       |      |
| 111-1     | 영천터미널 | ↔        | 수암예식장 | 금호, 호남, 대곡                                       | 2회       |      |
| 111-2     | 영천터미널 | ↔        | 수암예식장 | 금호, 호남, 대곡, 도동                                 | 1회       |      |
| 112       | 영천터미널 | →        | 영천터미널 | 도동, 약남, 구암, 양남, 쇠느리                         | 1회       |      |
| 113       | 영천터미널 | ↔        | 금호       | 도동, 황정                                             | 3회       |      |
| 113-1     | 영천터미널 | ↔        | 금호       | 황정, 도동, 강변도로                                   | 3회       |      |
| 120       | 우천       | ↔        | 금호       | 대평, 사일                                             | 3회       |      |
| 150       | 정동       | ↔        | 금호       | 오길입구, 신광입구, 대창, 남성, 신대                   | 2회       |      |
| 150-2     | 금호       | →        | 금호       | 대창, 신광입구, 오길입구, 정동, 용전, 조곡             | 2회       |      |
| 150-3     | 금호       | →        | 금호       | 대창, 신광입구, 오길입구, 정동                         | 1회       |      |
| 151-4     | 금호       | →        | 금호       | 삼호, 신대, 남선, 대창, 구지, 오길, 정동, 어은         | 1회       |      |
| 151-5     | 영천터미널 | ↔        | 수덕앞     | 원제, 금호, 대창, 오길, 정동, 용전, 조곡               | 1회       |      |
| 160       | 금호       | →        | 금호       | 삼호, 신대, 오계, 대창, 구지, 장곡, 오계, 어은         | 1회       |      |
| 160-1     | 금호       | →        | 금호       | 어은, 대창, 구지, 사1리, 장곡, 사2리, 오계, 남성, 삼호 | 1회       |      |
| 161       | 금호       | →        | 금호       | 신대, 남성, 오계, 강회, 병암, 대재, 대창, 어은         | 1회       |      |
| 170       | 금호       | ↔        | 영지사     | 대창, 신광, 용호                                       | 2회       |      |
| 170-1     | 금창교     | ↔        | 영지사     | 대창, 신광, 용호                                       | 1회       |      |
| 171       | 금호       | ↔        | 영지사     | 대창, 조곡, 용호                                       | 1회       |      |
| 180       | 금호       | →        | 금호       | 어은, 대창, 구지, 대재, 병암, 오계2                    | 1회       |      |
| 181       | 금호       | →        | 금호       | 강회, 병암, 대재, 병암, 오계2                          | 1회       |      |
| 222       | 금호       | →        | 완전       | 교대, 대평, 송천, 청통                                 | 5회       |      |

### 신녕 방면
| 노선 번호   | 운행구간   | 운행구간 | 운행구간   | 경유지                                           | 운행 횟수 | 비고      |
| ----------- | ---------- | -------- | ---------- | ------------------------------------------------ | --------- | --------- |
| 220         | 영천터미널 | ↔        | 은해사     | 영동교, 삼부, 우천, 청통, 송천                   | 1회       |           |
| 220-1       | 영천터미널 | ↔        | 은해사     | 영동교, 삼부, 우천, 청통, 송천                   | 2회       | 애련 경유 |
| 220-2       | 영천터미널 | ↔        | 은해사     | 영동교, 삼부, 우천, 치일                         | 2회       | 치일 경유 |
| 220-3       | 영천터미널 | ↔        | 은해사     | 영동교, 삼부, 우천, 청통, 치일, 애련             | 1회       |           |
| 222(공영)   | 금호터미널 | ↔        | 신녕터미널 | 대평, 송천, 치일, 신학                           | 3회       |           |
| 222-1(공영) | 금호터미널 | ↔        | 신녕터미널 | 대평, 신덕                                       | 2회       |           |
| 241         | 영천터미널 | ↔        | 덕암       | 녹전, 대기, 가상, 효지미, 가상                   | 1회       |           |
| 241-1       | 영천터미널 | ↔        | 덕암       | 녹전, 대기, 가상, 효지미, 가상, 화촌             | 2회       | 당지 경유 |
| 242         | 영천터미널 | ↔        | 가상       | 삼부, 납샘이, 이밤, 화산, 덕암                   | 1회       |           |
| 242-1       | 영천터미널 | ↔        | 가상       | 삼부, 납샘이, 이밤, 화산, 덕암, 화촌             | 1회       |           |
| 242-2       | 영천터미널 | ↔        | 가상       | 삼부, 납샘이, 이밤, 화산, 덕암, 효지미           | 1회       |           |
| 250         | 영천터미널 | ↔        | 신녕       | 영동교, 삼부, 화산, 덕암                         | 6회       |           |
| 251         | 영천터미널 | ↔        | 은해사     | 영동교, 삼부, 화산, 덕암, 신녕, 거조암           | 3회       |           |
| 261         | 영천터미널 | ↔        | 창평       | 영동교, 삼부, 화산, 덕암, 신녕, 부산, 치산       | 2회       |           |
| 262         | 영천터미널 | ↔        | 창평       | 영동교, 삼부, 화산, 덕암, 신녕, 부산, 백학       | 1회       |           |
| 271         | 영천터미널 | ↔        | 치산1리    | 영동교, 삼부, 화산, 덕암, 신녕, 부산             | 2회       |           |
| 281         | 영천터미널 | ↔        | 삼산2리    | 영동교, 삼부, 화산, 덕암, 신녕, 부산, 화서       | 1회       |           |
| 281-1       | 영천터미널 | ↔        | 삼산2리    | 영동교, 삼부, 화산, 덕암, 신녕, 부산, 화남, 화서 | 1회       |           |
| 291         | 영천터미널 | ↔        | 연정       | 영동교, 삼부, 화산, 신녕                         | 1회       |           |
| 292         | 영천터미널 | ↔        | 화남       | 영동교, 삼부, 화산, 신녕, 성대                   | 1회       |           |
| 293         | 영천터미널 | ↔        | 연정, 화남 | 영동교, 삼부, 화산, 신녕, 신녕초, 연정           | 3회       |           |
| 294         | 영천터미널 | ↔        | 삼산2리    | 영동교, 삼부, 화산, 신녕, 성대, 화남, 화서       | 3회       |           |

### 삼창 방면
| 노선 번호 | 운행구간   | 운행구간 | 운행구간         | 경유지                                                        | 운행 횟수 | 비고 |
| --------- | ---------- | -------- | ---------------- | ------------------------------------------------------------- | --------- | ---- |
| 310       | 영천터미널 | ↔        | 매산             | 영동교, 도림, 매산, 녹전, 대전, 서문R                         | 3회       |      |
| 310-1     | 영천터미널 | ↔        | 매산             | 영동교, 서문R, 대전, 곧은골, 매산, 녹전, 북문                 | 1회       |      |
| 320       | 영천터미널 | ↔        | 죽곡             | 영동교, 도림, 신호, 노방, 죽곡                                | 1회       |      |
| 320-1     | 영천터미널 | ↔        | 죽곡             | 영동교, 도림, 신호, 죽곡, 노방                                | 2회       |      |
| 330       | 영천터미널 | ↔        | 귀호             | 영동교, 사천, 삼창, 귀호, 암기, 대기, 녹전                    | 2회       |      |
| 331       | 영천터미널 | ↔        | 귀호             | 영동교, 서문R, 대전, 녹전, 대기, 암기, 귀호, 삼창, 사천, 도림 | 1회       |      |
| 340       | 영천터미널 | ↔        | 월곡             | 영동교, 도림, 삼창, 한천, 구전                                | 2회       |      |
| 340-1     | 영천터미널 | ↔        | 월곡             | 영동교, 도림, 삼창, 질구지, 논실, 안천, 구전                  | 1회       |      |
| 340-2     | 영천터미널 | ↔        | 월곡             | 영동교, 도림, 삼창, 한천, 안천, 구전                          | 2회       |      |
| 350       | 영천터미널 | ↔        | 상송             | 영동교, 도림, 삼창, 질구지, 자천                              | 3회       |      |
| 350-1     | 영천터미널 | ↔        | 죽전, 공덕       | 영동교, 도림, 삼창, 질구지, 자천, 상송                        | 2회       |      |
| 351       | 영천터미널 | ↔        | 법화, 국실, 죽전 | 영동교, 도림, 삼창, 질구지, 자천, 법화, 상송                  | 2회       |      |
| 351-1     | 영천터미널 | ↔        | 법화, 죽전       | 영동교, 도림, 삼창, 질구지, 자천, 법화, 국실, 상송            | 1회       |      |
| 352       | 영천터미널 | ↔        | 공덕, 상송       | 영동교, 도림, 삼창, 질구지, 오산교                            | 1회       |      |
| 360       | 영천터미널 | ↔        | 보현             | 영동교, 도림, 삼창, 자천, 정각                                | 1회       |      |
| 360-1     | 영천터미널 | ↔        | 보현, 용화       | 영동교, 도림, 삼창, 자천, 정각                                | 1회       |      |
| 360-2     | 영천터미널 | ↔        | 절골, 보현       | 영동교, 도림, 삼창, 자천, 정각                                | 1회       |      |
| 361       | 영천터미널 | ↔        | 보현, 도일       | 영동교, 도림, 삼창, 자천                                      | 1회       |      |
| 363       | 영천터미널 | ↔        | 보현, 도일박     | 영동교, 도림, 삼창, 질구지, 공덕, 자천, 정각                  | 1회       |      |

### 임고 방면
| 노선 번호 | 운행구간   | 운행구간 | 운행구간     | 경유지                                                       | 운행 횟수 | 비고      |
| --------- | ---------- | -------- | ------------ | ------------------------------------------------------------ | --------- | --------- |
| 410       | 영천터미널 | ↔        | 임고, 우항   | 동부초등학교, 임고, 임고중학교, 우항, 창상, 조교             | 1회       |           |
| 410-1     | 영천터미널 | ↔        | 단포, 우항   | 동부초등학교, 단포, 창상, 우항, 임고중학교                   | 1회       |           |
| 420       | 영천터미널 | ↔        | 우봉골       | 동부초등학교, 매호, 임고, 효리, 금대, 사동, 착골             | 2회       |           |
| 420-1     | 영천터미널 | ↔        | 우봉골, 수성 | 동부초등학교, 매호, 임고, 효리, 금대, 사동                   | 1회       |           |
| 421       | 영천터미널 | ↔        | 수성         | 동부초등학교, 매호, 임고, 효리, 금대, 사동                   | 5회       |           |
| 430       | 영천터미널 | ↔        | 용산         | 동부초등학교, 매호, 임고, 평천                               | 1회       |           |
| 431       | 영천터미널 | ↔        | 삼매         | 동부초등학교, 조교, 삼사, 창상, 우항, 임고중학교, 임고, 평천 | 3회       |           |
| 432       | 영천터미널 | →        | 영천터미널   | 동부초등학교, 매호, 임고, 선원, 덕연, 평천                   | 3회       |           |
| 433       | 영천터미널 | ↔        | 삼매         | 동부초등학교, 매호, 임고, 평천                               | 1회       |           |
| 441       | 영천터미널 | ↔        | 신방, 삼귀   | 동부초등학교, 매호, 임고, 평천, 벌바위                       | 2회       |           |
| 442       | 영천터미널 | ↔        | 삼귀         | 동부초등학교, 매호, 양향, 평천, 벌바위                       | 1회       |           |
| 443       | 영천터미널 | →        | 영천터미널   | 동부초등학교, 매호, 임고, 평천, 벌바위, 자양                 | 2회       |           |
| 443-1     | 영천터미널 | →        | 영천터미널   | 동부초등학교, 매호, 임고, 평천, 벌바위, 자양, 용산, 용화     | 1회       |           |
| 444       | 영천터미널 | ↔        | 용산         | 영천고등학교, 조교, 양항, 평천, 벌바위, 성곡                 | 1회       |           |
| 450       | 영천터미널 | ↔        | 보현         | 동부초등학교, 매호, 양향, 평천, 벌바위, 자양, 충효           | 1회       |           |
| 450-1     | 영천터미널 | ↔        | 보현         | 동부초등학교, 매호, 양향, 평천, 벌바위, 자양, 충효           | 1회       | 용산 경유 |
| 450-2     | 영천터미널 | ↔        | 보현, 절골   | 동부초등학교, 매호, 임고, 평천, 벌바위, 자양, 충효           | 1회       | 절골 경유 |
| 451       | 영천터미널 | ↔        | 보현, 도일   | 동부초등학교, 매호, 임고, 평천, 벌바위, 자양, 충효           | 1회       | 도일 경유 |

### 고경 방면
| 노선 번호 | 운행구간   | 운행구간 | 운행구간       | 경유지                                     | 운행 횟수 | 비고 |
| --------- | ---------- | -------- | -------------- | ------------------------------------------ | --------- | ---- |
| 611       | 영천터미널 | →        | 영천터미널     | 영동교, 조교, 고도, 오류, 대성, 단포       | 3회       |      |
| 611-1     | 영천터미널 | →        | 영천터미널     | 조교, 대성, 오류, 고도, 삼사               | 3회       |      |
| 612       | 영천터미널 | ↔        | 고도, 부동     | 영동교, 조교, 삼사                         | 3회       |      |
| 614       | 영천터미널 | ↔        | 용내기         | 영동교, 조교, 삼사, 고경                   | 3회       |      |
| 620       | 영천터미널 | ↔        | 국립영천호국원 | 영동교, 망정, 조교, 삼사, 고경, 고촌       | 15회      |      |
| 621       | 영천터미널 | ↔        | 배골, 청정     | 영동교, 망정, 조교, 삼사, 고경, 고촌       | 2회       |      |
| 621-1     | 영천터미널 | ↔        | 배골, 청정     | 영동교, 망정, 조교, 삼사, 고경, 고촌       | 1회       |      |
| 622       | 영천터미널 | ↔        | 황수탕         | 영동교, 망정, 조교, 삼사, 고경, 석계       | 2회       |      |
| 622-1     | 영천터미널 | ↔        | 황수탕         | 영동교, 망정, 조교, 삼사, 고경, 고촌, 청정 | 2회       |      |
| 630       | 영천터미널 | ↔        | 오룡           | 영동교, 망정, 조교, 삼사, 고경, 석계, 삼포 | 6회       |      |

### 북안 방면
| 노선 번호 | 운행구간   | 운행구간 | 운행구간         | 경유지                                                        | 운행 횟수 | 비고        |
| --------- | ---------- | -------- | ---------------- | ------------------------------------------------------------- | --------- | ----------- |
| 710       | 영천터미널 | ↔        | 용수골           | 서문통, 한전, 도동, 영천 나들목, 괴연                         | 6회       |             |
| 710-1     | 영천터미널 | ↔        | 용수골, 쇠느리   | 서문통, 한전, 도동, 영천 나들목, 괴연                         | 1회       | 쇠느리 경유 |
| 730       | 영천터미널 | ↔        | 유상2리          | 영천초등학교, 도동, 작산                                      | 1회       |             |
| 730-1     | 영천터미널 | ↔        | 유상, 범어       | 서문R, 영동교, 한전, 도동, 작산                               | 1회       |             |
| 730-2     | 영천터미널 | ↔        | 유상, 범어       | 서문R, 영동교, 한전, 도동, 작산                               | 2회       |             |
| 730-3     | 영천터미널 | ↔        | 범어             | 영천초등학교, 도동, 작산                                      | 1회       |             |
| 750       | 영천터미널 | ↔        | 임포             | 서문R, 영동교, 한전, 도동, 작산, 반정                         | 3회       |             |
| 750-1     | 영천터미널 | ↔        | 임포, 쇠느리     | 서문통, 영동교, 한전, 도동, 작산, 반정                        | 1회       | 쇠느리 경유 |
| 751       | 영천터미널 | →        | 영천터미널       | 서문R, 영동교, 한전, 도동, 작산, 임포, 내포, 원당, 신촌       | 1회       |             |
| 751-1     | 영천터미널 | →        | 영천터미널       | 서문R, 영동교, 한전, 도동, 작산, 임포, 내포, 원당             | 1회       |             |
| 751-2     | 영천터미널 | →        | 영천터미널       | 서문R, 영동교, 한전, 도동, 쇠느리, 작산, 임포, 내포, 원당     | 1회       |             |
| 751-3     | 영천터미널 | →        | 영천터미널       | 서문R, 영동교, 한전, 도동, 작산, 임포, 내포, 원당, 관리       | 1회       |             |
| 752       | 영천터미널 | ↔        | 효리             | 서문R, 영동교, 한전, 도동, 작산, 임포, 도천                   | 1회       |             |
| 753       | 영천터미널 | ↔        | 아화             | 서문R, 영동교, 한전, 도동, 작산, 임포, 만불사                 | 4회       |             |
| 760       | 영천터미널 | ↔        | 상리             | 서문R, 영동교, 한전, 도동, 작산, 임포, 명주, 당리             | 4회       |             |
| 760-1     | 영천터미널 | ↔        | 도유, 상리, 효동 | 서문R, 영동교, 한전, 도동, 작산, 임포, 명주, 북리, 당리       | 1회       |             |
| 760-2     | 영천터미널 | ↔        | 도유, 상리       | 서문R, 영동교, 한전, 도동, 작산, 임포, 명주, 북동, 당리       | 1회       |             |
| 760-3     | 영천터미널 | ↔        | 효동, 용계, 상리 | 서문R, 영동교, 한전, 도동, 작산, 임포, 도천, 명주             | 1회       |             |
| 760-4     | 영천터미널 | ↔        | 용계, 상리       | 서문R, 영동교, 한전, 도동, 작산, 임포, 도천, 명주, 임포       | 1회       |             |
| 761       | 영천터미널 | ↔        | 용계             | 서문R, 영동교, 한전, 도동, 작산, 임포, 명주, 상리, 당리       | 1회       |             |
| 763       | 영천터미널 | ↔        | 상리             | 서문R, 영동교, 한전, 도동, 작산, 임포, 도천, 명주, 북동, 상리 | 1회       |             |

## 그 외
2008년 12월 영천시 금호읍 근처 지역인 경산시 와촌면 용천리에 하양CNG충전소가 개업하자, 2009년 9월부터 동대구터미널 및 하양읍, 와촌면에서 영천을 오고가는 55/555번에 천연가스버스를 도입하여 운행 중이다. 하지만 영천시는 천연가스버스가 의무화된 지역이 아닌 데다가, 영천시 관내에는 아직 CNG충전소가 없다. 따라서 가스를 충전하려면 영천 - 경산 경계를 넘어 용천리까지 공차회송해야 하는 불편함이 있어서, 일렉시티의 비중이 늘어나고 있다.
2018년 8월에 저상버스를 첫 도입했으며, NEW BS110 디젤저상 2대를 55번에 투입했다.
2022년에는 전기버스를 첫 도입했으며, 일렉시티 2대를 55번에 투입했다. 2024년 11월에는 일렉시티 좌석형도 인도받았다.

## 운행 업체
- 영천교통
- 영천여객

## 갤러리

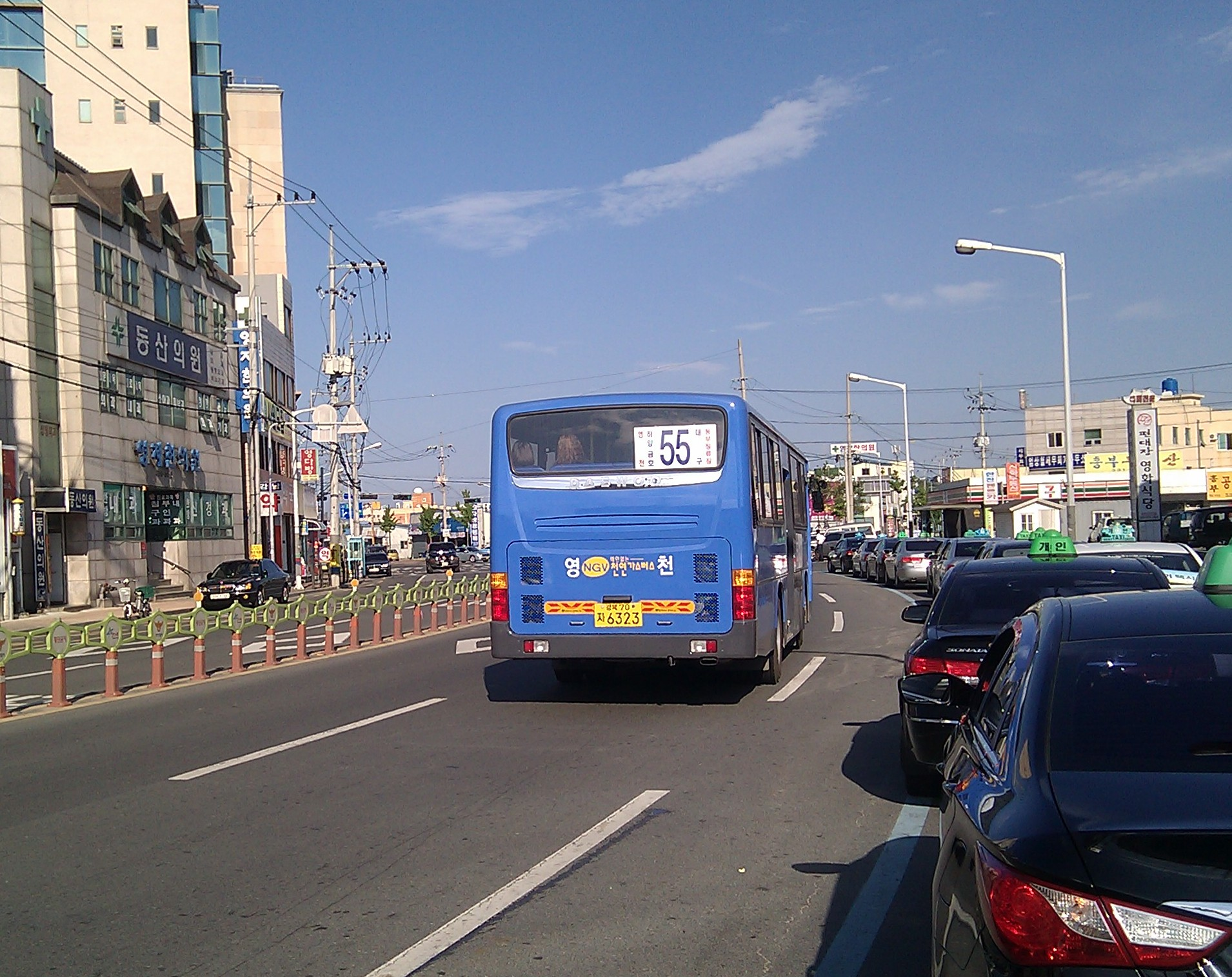
영천시외버스터미널 앞을 지나가는 55번 버스.
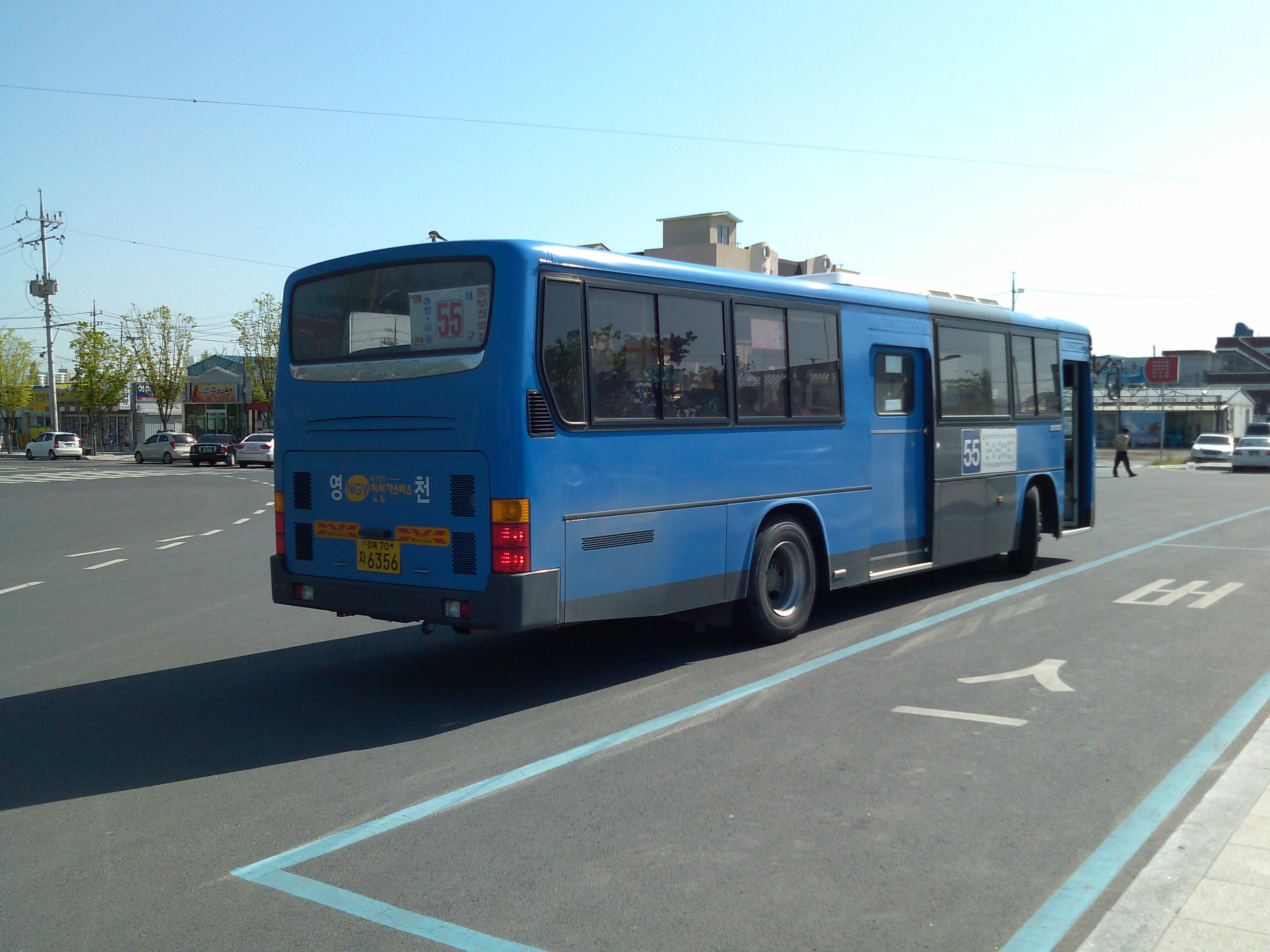
55번 버스.
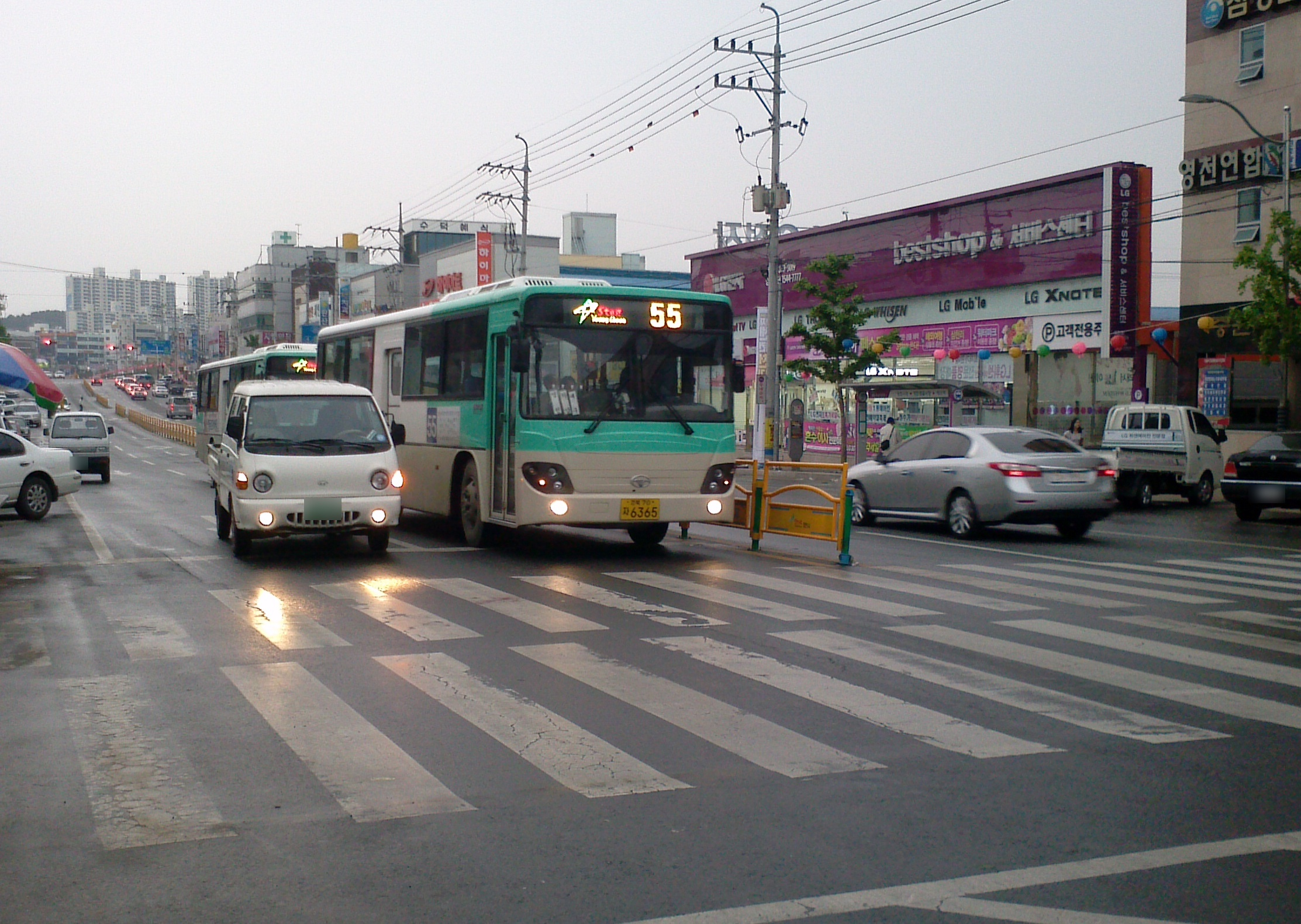
55번 버스
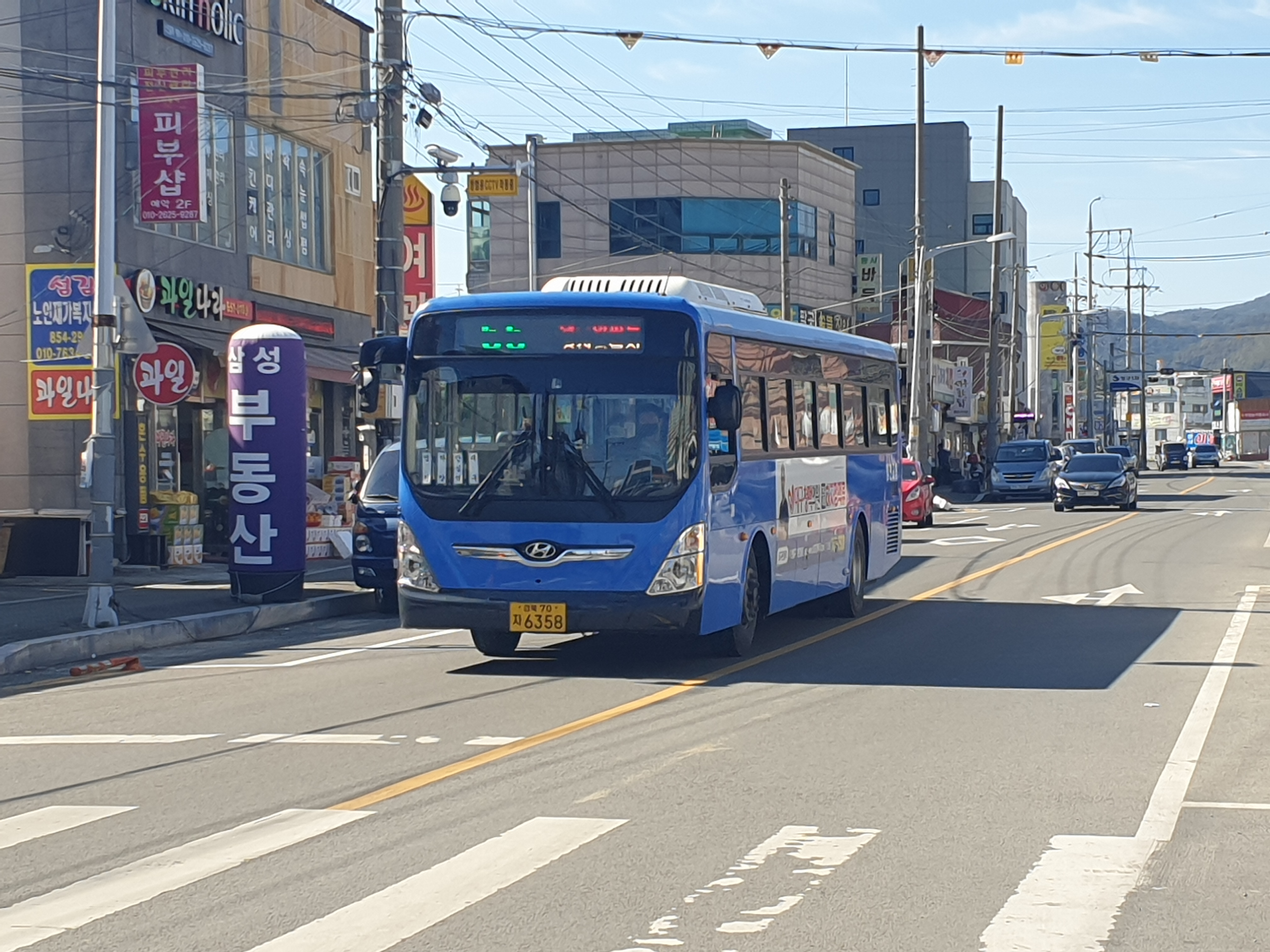
55번 버스
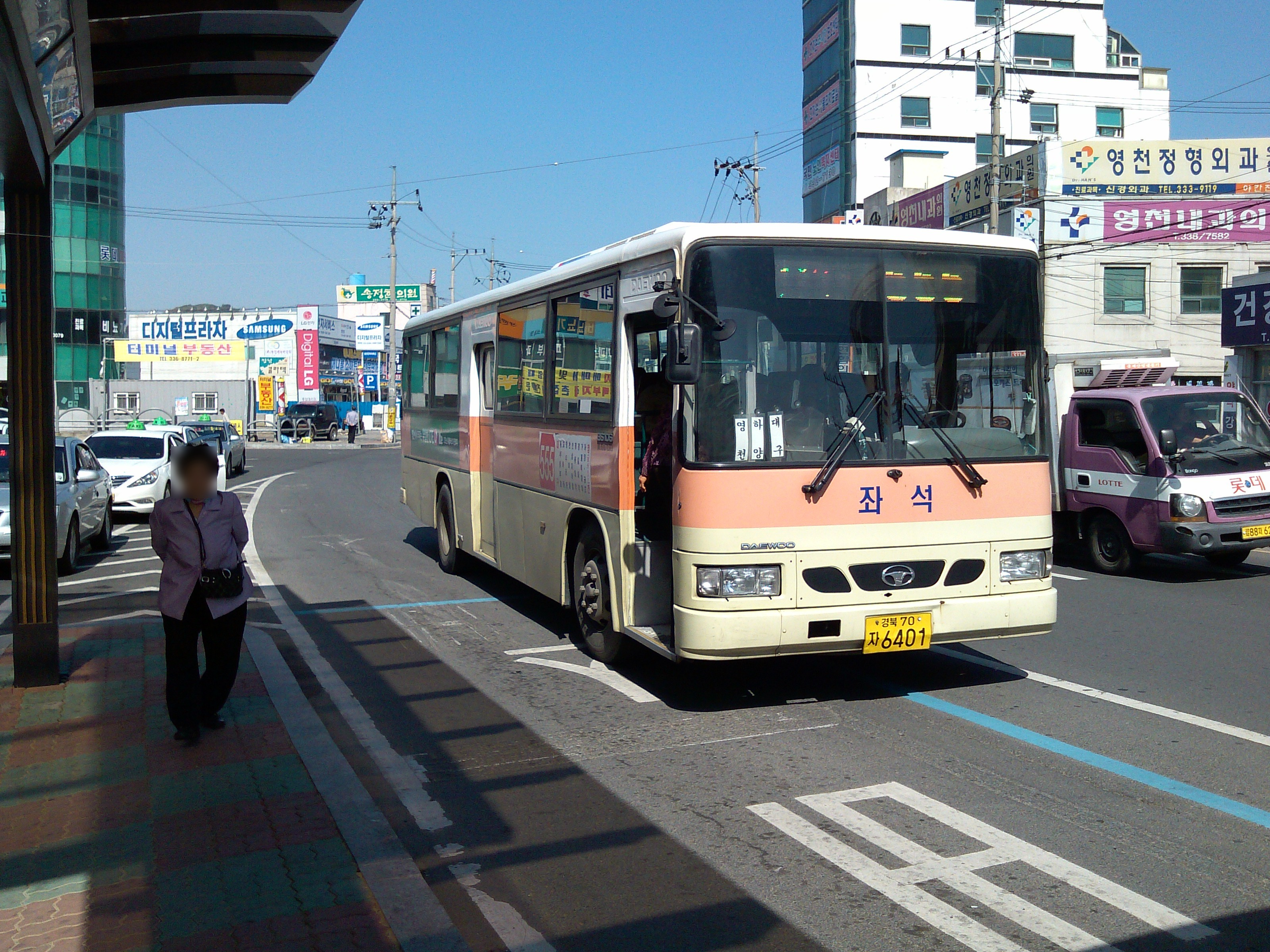
555번 버스.
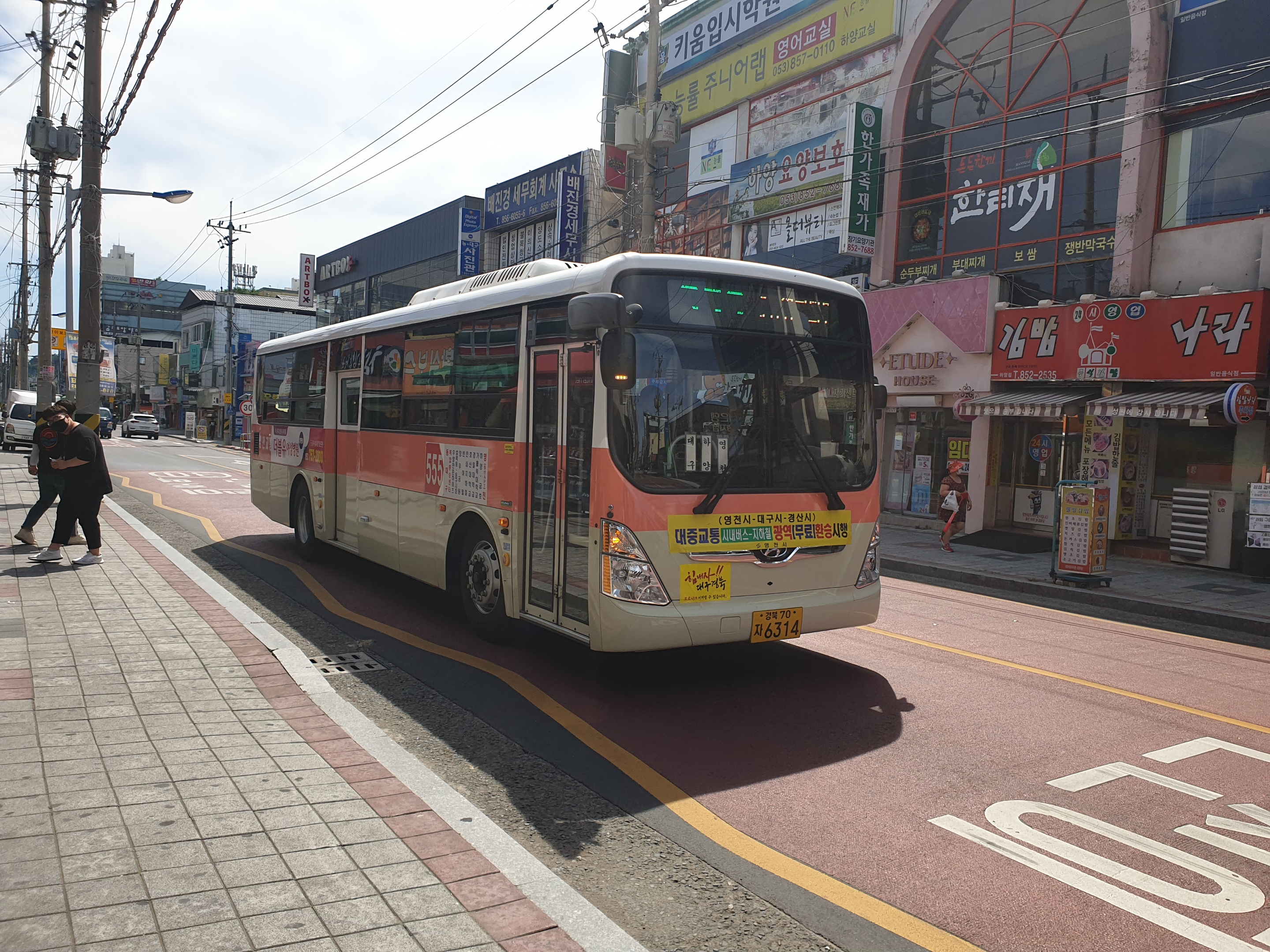
555번 버스
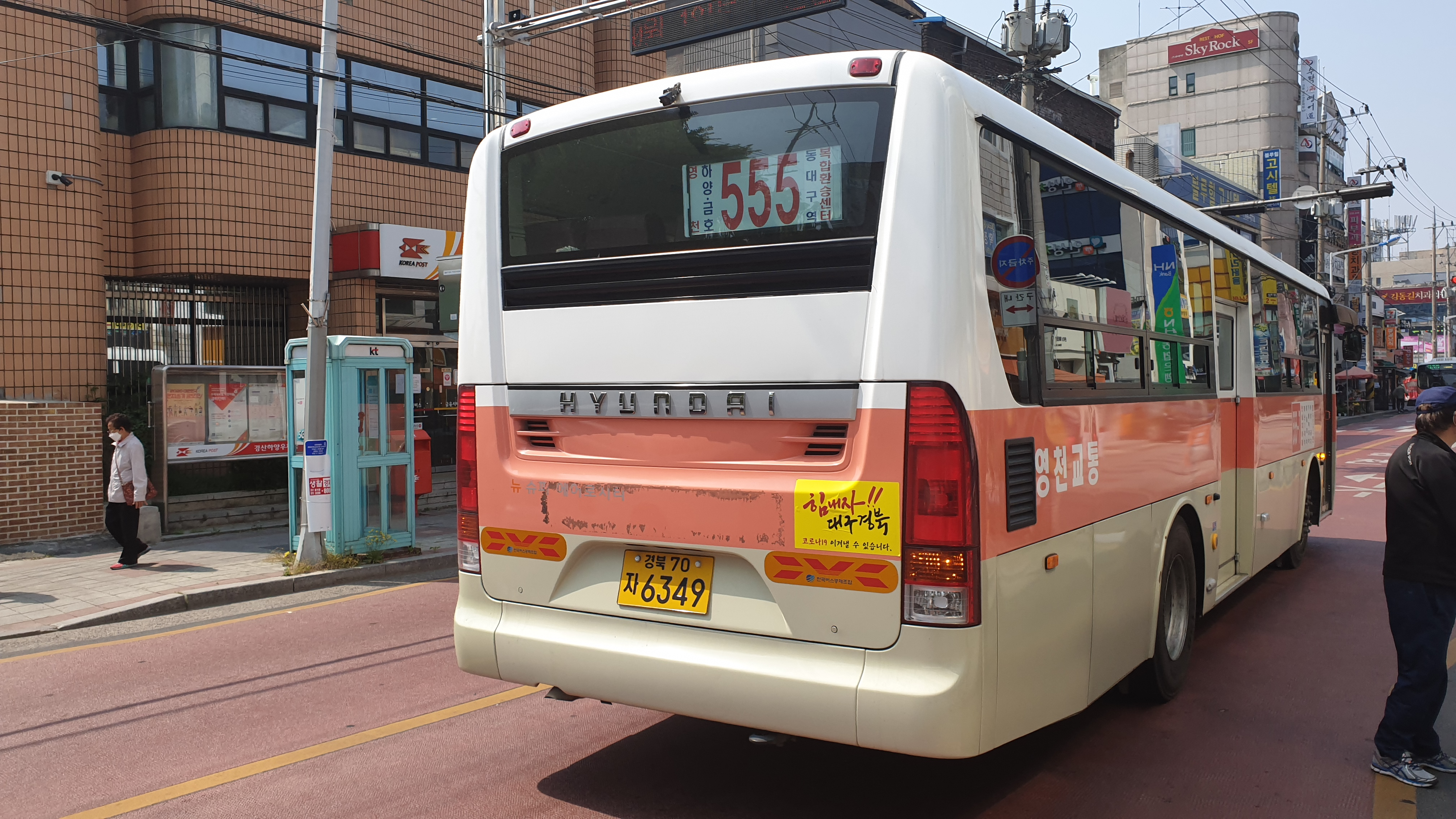
555-7번 버스
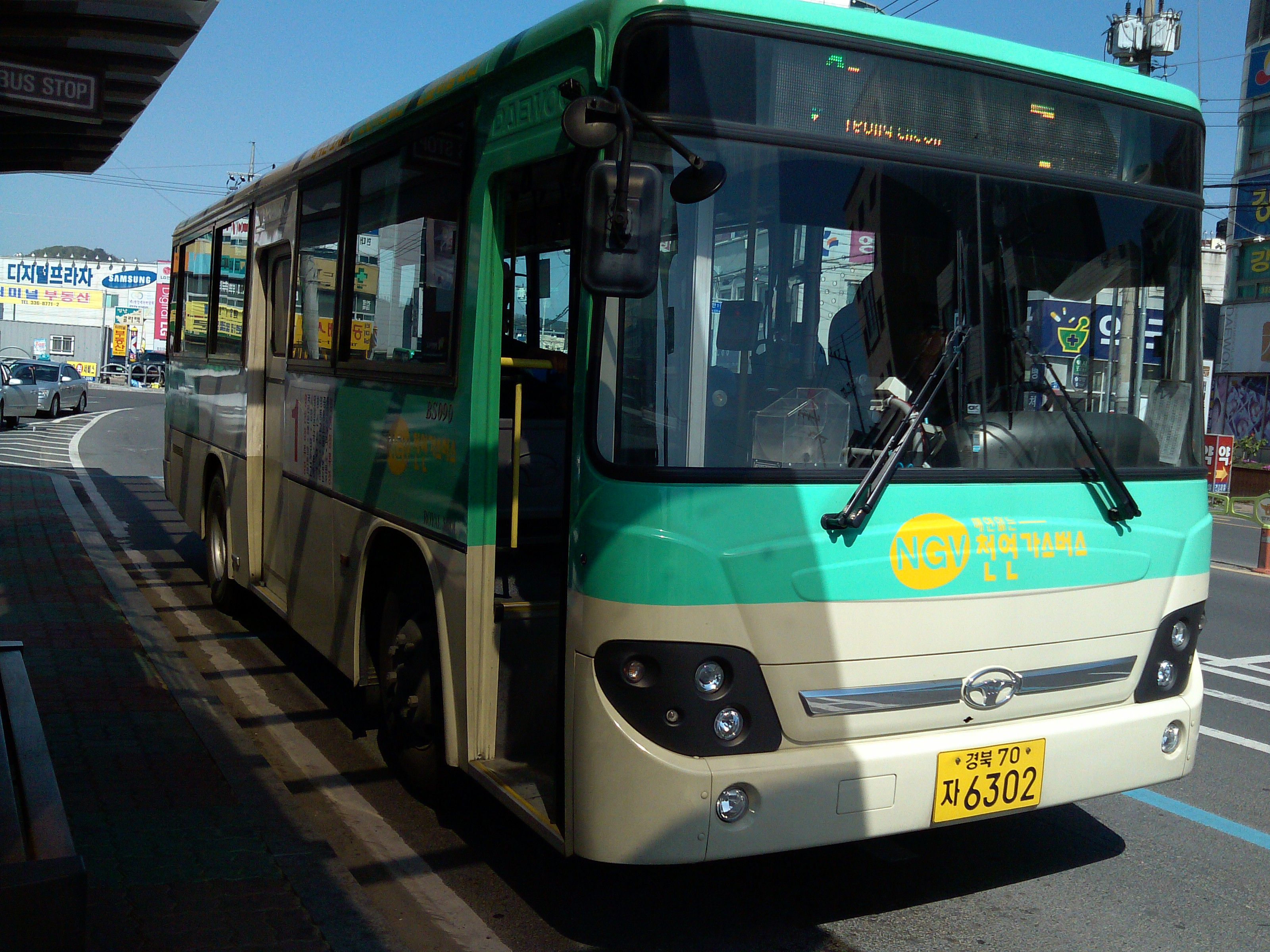
1번 버스.
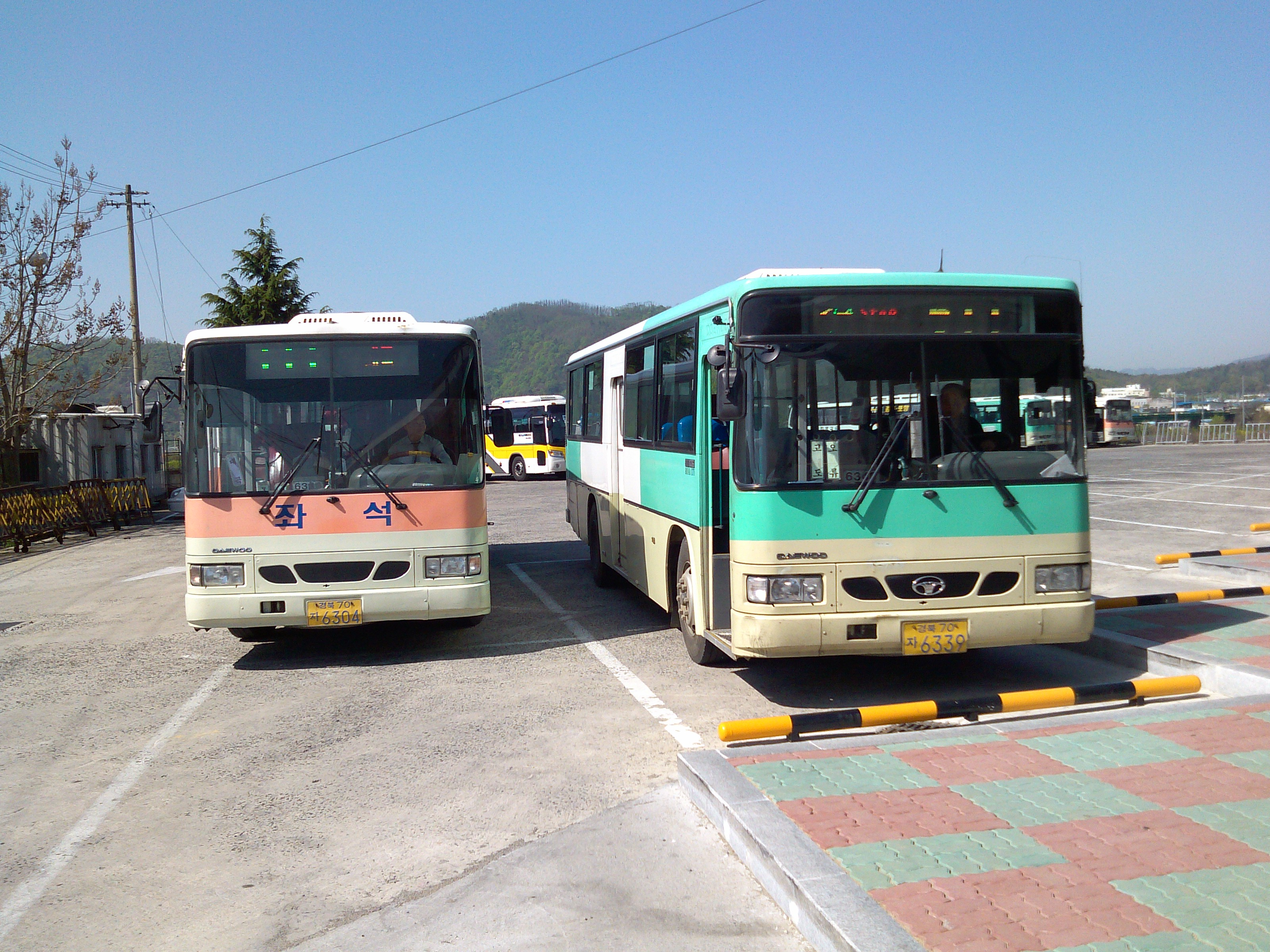
111, 611번 노선을 운행하기 위해 대기하고 있는 6304, 6339호 차량.
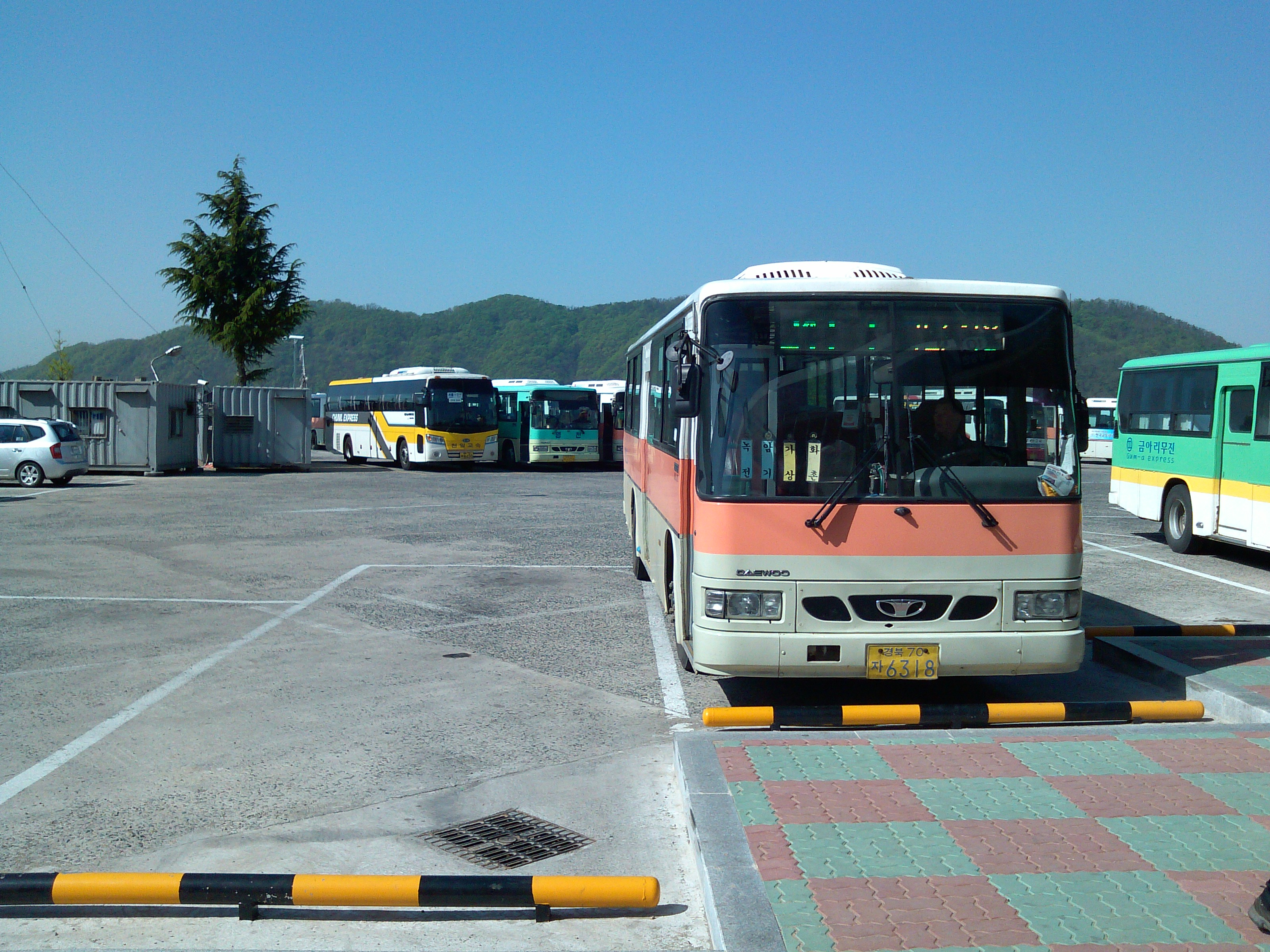
241-1번 노선을 운행하기 위해 대기하고 있는 6318호 차량.
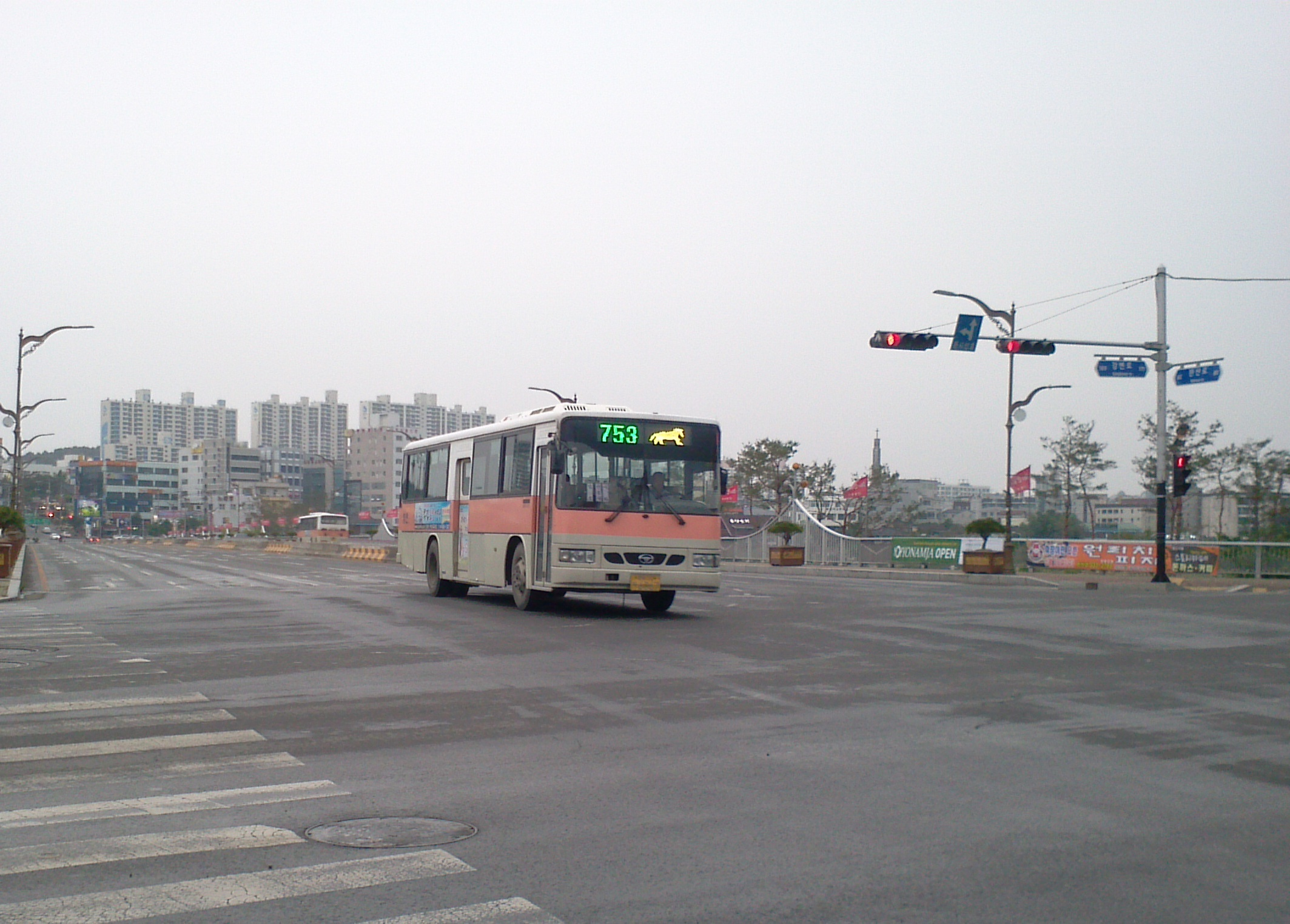
753번 노선을 운행하고 있는 6367호 차량
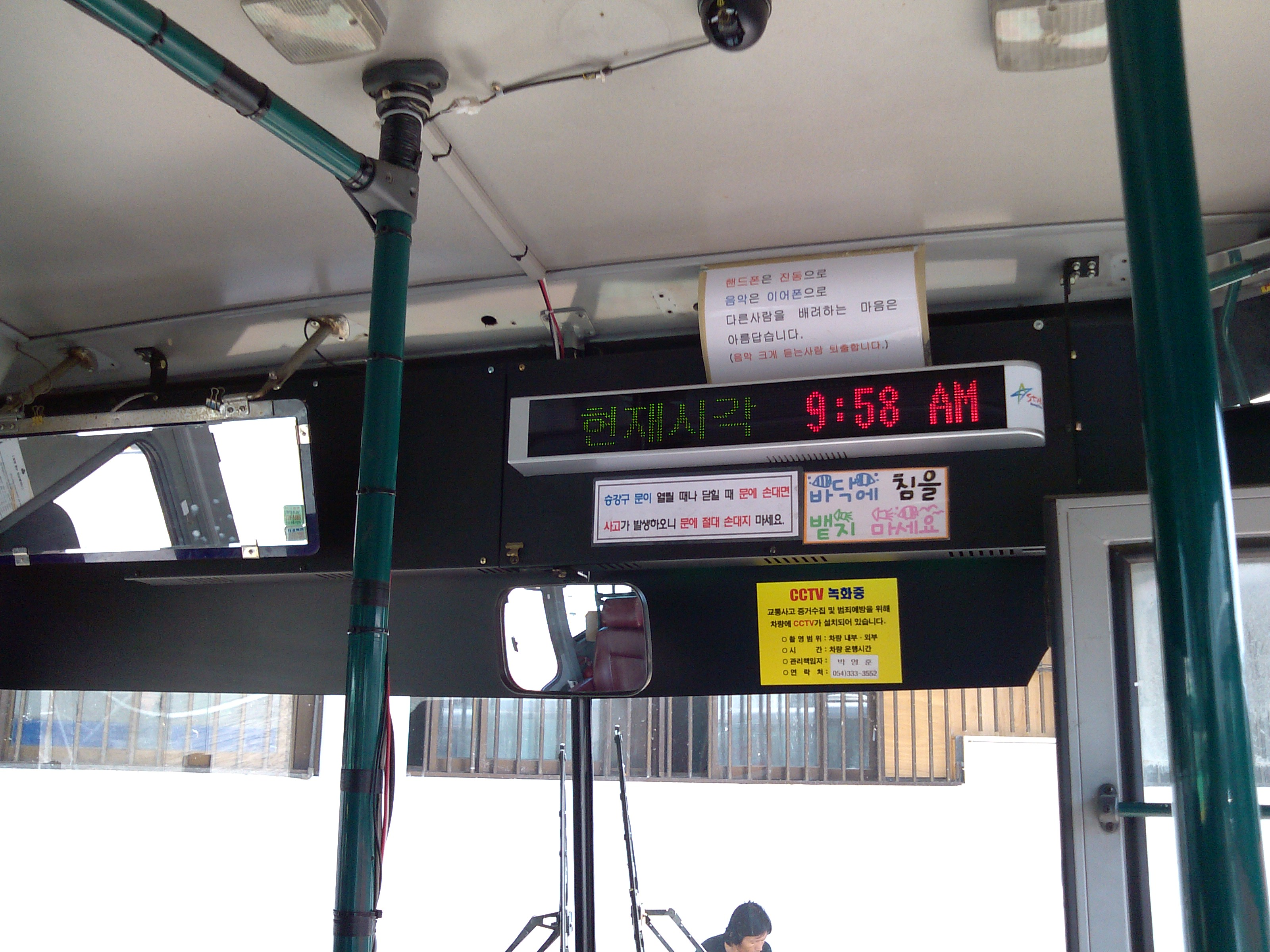
안내방송과 통합된 차량 내부 LED 행선지 안내기[4].